# Theo van den Doel
Mattheüs (Theo) van den Doel (Sommelsdijk, 31 mei 1952) is een voormalig Nederlands politicus. Hij was voor de VVD ruim acht jaar lid van de Tweede Kamer en werd onder meer bekend als lid van de parlementaire enquête-commissie naar de Bijlmerramp.
Na de HBS volgde hij de officiersopleiding aan de Koninklijke Militaire Academie in Breda. Na afronding hiervan in 1974 begon hij aan een carrière in het leger. Uiteindelijk werd hij kolonel. In de periode 1991-1994 was Van den Doel als veiligheids- en defensiedeskundige verbonden aan het Nederlands Instituut voor Internationale Betrekkingen Clingendael in Den Haag.
Theo van den Doel was inmiddels ook actief binnen de VVD. In zijn woonplaats Ermelo zat hij sinds 1990 in de gemeenteraad. In 1994 werd hij lid van de Tweede Kamer. Daar werd hij woordvoerder defensie voor de VVD en hield hij zich ook bezig met rampenbestrijding en economische zaken. Als woordvoerder rampenbestrijding was hij betrokken bij de debatten over de Herculesramp (vliegbasis Eindhoven),vuurwerkramp in Enschede en de cafébrand in Volendam. Als woordvoerder defensie nam hij het initiatief tot de jaarlijkse Nationale Veteranendag en het draaginsigne Veteranen.
Het meest bekend werd hij als lid van de parlementaire enquête-commissie naar de Bijlmerramp. Nog voor het debat over de bevindingen van de commissie distantieerde Van den Doel zich van de media-optredens van zijn medecommissiegenoten. Een lid van de commissie suggereerde tijdens de openbare verhoren dat het vliegtuig vol met gif en explosieven zat. Dit was slechts gedeeltelijk juist. De explosieven waren namelijk in Amsterdam uitgeladen. Diverse chemicaliën waaronder de componenten waarvan het gifgas sarin gemaakt kunnen worden bleven aan boord. Van den Doel beweerde dat de commissie dit verkeerde beeld onmiddellijk publiekelijk zou corrigeren. Ondanks de hevige verontwaardiging die door de gedeeltelijk foutieve berichtgeving in de samenleving was ontstaan, weigerden de overige commissieleden dit. Van den Doel bleef wel achter de conclusies van de commissie staan, maar liet in het eindrapport een voetnoot opnemen bij de rol van de overheid. Hij stemde als enig commissielid niet voor een motie van wantrouwen tegen de verantwoordelijke ministers.
Theo van den Doel verliet de Tweede Kamer in januari 2003 en was tot 2012 zelfstandig consultant op het gebied van defensie en nationale veiligheid. In 2022 promoveerde Van den Doel aan de Universiteit Leiden met een onderzoek over het Nederlandse veteranenbeleid en veteranenzorg
- Gemeinsame Normdatei: 17294452X
- International Standard Name Identifier: 0000 0000 2948 1929
- Library of Congress Control Number: n91128682
- Nationale Bibliotheek van Tsjechië: xx0191624
- Nederlandse Thesaurus van Auteursnamen: 084656395
- Parlement.com: vg09lllviixp
- Virtual International Authority File: 60731755